# Ingwer Ebsen
Ingwer Ebsen (* 6. April 1943 in Kiel) ist ein deutscher Rechtswissenschaftler.

## Leben
Nach dem Studium der Rechtswissenschaft in Kiel, Genf, Edinburgh und Mainz wurde Ebsen 1973 in Mainz promoviert. Eine Tätigkeit als Wissenschaftlicher Mitarbeiter und als Akademischer Rat in Frankfurt schlossen sich an. Dort erfolgte auch 1983 die Habilitation für die Fächer Staatsrecht, Verwaltungsrecht und Rechtstheorie. 
In der Folge war Ingwer Ebsen als Richter in der hessischen Sozialgerichtsbarkeit tätig, bevor er 1985 auf den Lehrstuhl für Öffentliches Recht und Sozialrecht an der Universität Münster berufen wurde. Den Bezug zur Praxis pflegte er auch weiterhin als Richter am Landessozialgericht Essen (1989–1992) sowie am Hessischen Landessozialgericht (seit 2006). 1991/1992 vertrat Ebsen eine Professur an der Universität Jena, bevor er 1992 auf den Lehrstuhl für Öffentliches Recht und Sozialrecht an der Universität Frankfurt am Main berufen wurde. 
Seit Oktober 2006 war Ebsen Vizepräsident der Goethe-Universität und betrieb gemeinsam mit Rudolf Steinberg maßgeblich die Umwandlung der Hochschule in eine Stiftungsuniversität. Bei seiner hochschulpolitischen Arbeit konnte er auf die Erfahrungen zurückgreifen, die er bei seiner früheren Tätigkeit als Stadtrat in der Mainzer Kommunalpolitik erworben hatte.
Die Emeritierung erfolgte zum Ende des Sommersemesters 2009.
Ingwer Ebsens wissenschaftliches Interesse gilt insbesondere dem Recht der gesetzlichen Krankenversicherung und dem Arbeitsförderungsrecht, wo er auch monographisch sowie in der Kommentar- und Handbuchliteratur wirkt (Kommentar von Gagel zum AFG/SGB III, Sozialrechtshandbuch, Handbuch des Sozialversicherungsrechts von Schulin), sowie dem Recht der Gleichstellung von Frauen und Männern. Während seiner Zeit an der Goethe-Universität pflegte er eine Reihe internationaler Kontakte und gründete den Verein zur Förderung des Sozialrechts sowie das Institut für Europäische Gesundheitspolitik und Sozialrecht (ineges); beide bestehen auch nach seiner Entpflichtung fort. Er ist Mitherausgeber der Frankfurter Abhandlungen zum Sozialrecht und der Frankfurter Schriften zur Gesundheitspolitik und zum Gesundheitsrecht im Verlag Peter Lang. Seine Nachfolgerin am Fachbereich Rechtswissenschaft wurde 2010 Astrid Wallrabenstein.

## Schriften (Auswahl)
- Gesetzesbindung und „Richtigkeit“ der Entscheidung. Eine Untersuchung zur juristischen Methodenlehre. Duncker und Humblot, Berlin 1974, ISBN 978-3-428-03119-1, zugleich: Mainz, Univ., Rechts- u. Wirtschaftswiss. Fak., Diss. 1972.
- Das Bundesverfassungsgericht als Element gesellschaftlicher Selbstregulierung. Eine pluralistische Theorie der Verfassungsgerichtsbarkeit im demokratischen Verfassungsstaat. Duncker und Humblot, Berlin 1985, ISBN 978-3-428-05781-8, zugleich: Frankfurt (Main), Univ., Habil.-Schr., 1983.
- Als Herausgeber: Handbuch Gesundheitsrecht. Huber, Bern 2015, ISBN 978-3-456-85246-1